# Gerhard Richter
Gerhard Richter (n. 9 februarie 1932, Dresda, Republica de la Weimar) este un artist vizual german, creator de picturi abstracte și fotorealiste⁠(d). De asemenea, este fotograf și autor de vitralii. Este considerat unul dintre cei mai importanți artiști germani contemporani. Lucrările sale au atins prețuri record la licitații, făcându-l cel mai scump pictor în viață.